# Włodzimierz Zagórski
Włodzimierz Zagórski, pseudonym „Chochlik“, „Publikola“ (7. listopadu 1834 Czechy, Halič – 13. února 1902 Varšava) byl polský důstojník, básník, spisovatel, překladatel, satirik a publicista.

## Životopis
Włodzimierz Zagórski vystudoval krakovské gymnázium a byl absolventem rakouské vojenské školy v Kremsu. Jako důstojník se zúčastnil francouzsko-rakouské války, bitvy u Solferina (1859) a v roce 1860 vstoupil do uherské legie Garibaldiho.
Po návratu do Lvova se stal redaktorem a autorem publikací v satirickém časopise „Chochlik“ (1866–1868, 1871), „Różowe Domino“ (1882–1884, 1887–1890). Spolupracoval s časopisy „Kurier Codzienny“ a „Słowa“.
Roku 1882 vyšel výběr jeho satirických děl a písní Dionizosa z Z teki Chochlika (1.–2. část). Výběr děl Juliana Tuwima vyšel pod stejným názvem v roce 1953. Byl autorem lyrické básně „Król Salomon“, kterou věnoval Aleksandrowi Głowackiemu, vydal také Wybór poezji, který obsahuje části Poezye; Humoreski i satyry; Przekłady i naśladowania. Dále napsal romány Pamiętnik starego parasola a Wilcze plemię, mnoho povídek a humorných skečů. Napsal také sci-fi román W XX. wieku. Fantazja humorystyczna, ve kterém představil život ve Varšavě r. 1993 a v popisech představil „elektro-telefonoskopy“ a létající omnibusy.
Pravděpodobně byl autorem XIII Księgi Pana Tadeusza – pornografické parodie na dílo Pan Tadeusz Adama Mickiewicze. Překládal mj. básně Coppéa, Ibsena, Brentana[který?], Goetheho, Krylova, Rostanda.

## Dílo

### Básně
- Barkarola – 1861[1]
- Z teki Chochlika – 1882
- Król Salomon: poemat liryczny w trzech pieśniach – Warszawa: A. Gruszecki, 1887[2]
- Wybór poezyi – [obsahuje mj. Barkarola a Król Salomon]; z przedmową Wiktora Gomulickiego. Warszawa: Redakcya i Administracya, 1889[3]
- Z teki Chochlika – Wyboru wierszy i humoresek dokonał Julian Tuwim; Wstępem opatrzył Zbigniew Mitzner; Ilustrowała Maja Berezowska. Warszawa: Czytelnik, 1953

### Spisy
- Pamiętnik starego parasola: román – 1884
- Wilcze plemię: román – 1885
- W XX. wieku. Fantazja humorystyczna: román – 1896
- François Rački et la renaissance scientifique et politique de la Croatie (1828–1894) – Paris: Hachette, 1909
- Teoria rytmicznych Dominant – nedokončeno[1]

### V češtině
- Vybrané básně Vladimíra Zagórského – přeložil Jan Nečas. Praha: Josef Richard Vilímek, 1883
- Sen a skutečnost a jiné novely – př. Vácslav Kredba. Praha: František Šimáček, 1896
- Hraběnka Irma: román – př. Václav Kredba. Praha: Politika, 1910
- Andělova milenka – úvod František Sekanina; př. Václav Kredba; in: 1000 nejkrásnějších novel... č. 42. Praha: J. R. Vilímek, 1913